# Алексидзе, Георгий Дмитриевич
Гео́ргий Дми́триевич Алекси́дзе (груз. გიორგი დიმიტრის ძე ალექსიძე; 7 января 1941, Тбилиси, Грузинская ССР, СССР — 20 июня 2008, Тбилиси, Грузия) — советский и грузинский балетмейстер. Народный артист Грузинской ССР (1989), лауреат государственной премии, профессор Российской академии театрального искусства и Академии русского балета имени А. Я. Вагановой.

## Биография
Родился в Тбилиси 7 января 1941 года, в семье режиссёра драматического театра имени Руставели Д. А. Алексидзе. Закончил Московское хореографическое училище, а также кафедру хореографии в Ленинградской консерватории у Ф. В. Лопухова в 1967 году. После окончания консерватории преподавал. Руководил балетной труппой Ленинградской консерватории. С 1985 года по 2004 годы сотрудничал с Тбилисским театром оперы и балета в качестве балетмейстера. Сотрудничал с Санкт-Петербургским Государственным академическим театром балета имени Леонида Якобсона. В 2000—2008 годах заведовал кафедрой балетмейстерского мастерства Академии балета им. А. Я. Вагановой.
В 1966—1968 годах поставил на сцене Ленинградской филармонии несколько программ балетных миниатюр «Вечера камерного балета и камерной музыки», которые были признаны авангардным явлением в балетном мире. В «Вечерах камерного балета» участвовали ведущие артисты ленинградского балета того времени: И. Колпакова, А. Осипенко, Н. Макарова, Н. Петрова, К. Федичева, Г. Комлева, Ю. Соловьёв, Н. Долгушин и др.
В конце 1960-х — начале 1970-х годов Алексидзе поставил на сцене Ленинградского театра оперы и балета им. Кирова (Мариинского) балеты «Орестея» на музыку Ю. Фалика (солисты К. Федичева, Ю. Соловьёв), «Скифская сюита» на музыку С. Прокофьева (для творческого вечера И. Колпаковой), «Безделушки» на музыку Моцарта (для творческого вечера М. Барышникова) и другие.
В 1997 году 12 миниатюр Алексидзе были представлены грузинской балетной труппой на гастролях в Эдинбурге и получили хвалебные отклики в прессе.
Балет «Сапфиры» считается наиболее известной работой хореографа, созданной им в лучших традициях Джорджа Баланчина.
В 2001 году по приглашению руководства Азербайджанского Государственного Академического театра оперы и балета, Георгий Алексидзе поставил одноактный балет «Лейли и Меджнун» премьера которого состоялась 17 февраля (солисты Р. Искендерова и Г. Мирзоев), а 4 декабря того же года, спектакль «Лейли и Меджнун» был показан Азербайджанским коллективом на сцене Большого Театра.
В 2004 году Алексидзе стал жертвой нападения в день премьеры его спектакля «Сапфиры» в театре «Новая опера», он был жестоко избит и ограблен в центре Москвы.
Георгий Алексидзе умер 19 июня 2008 года в Тбилиси. В сентябре 2008 года во МХАТе имени Горького прошли вечера памяти Георгия Алексидзе «Золото осени». Памяти Алексидзе также были посвящены гастроли Санкт-Петербургского Государственного академического театра балета имени Леонида Якобсона, проходившие в октябре 2008 года в Мексике. Театр показал балет «Цвет граната», а исполнитель роли Гоги в этом спектакле позднее получил премию «Золотой софит».
В конце 2008 года в издательстве «Композитор — Санкт-Петербург» вышла книга Георгия Алексидзе «Балет в меняющемся мире», работу над которой хореограф закончил за несколько недель до своей кончины.

## Награды
- 1978 — Заслуженный артист Грузинской ССР.
- 1989 — Народный артист Грузинской ССР.
- 1994 — Лауреат государственной премии Грузии.
- 1997 — Орден Чести[10].
- 2021 — Президентский орден «Сияние» (посмертно).

## Балеты Георгия Алексидзе
- 1966 — «Метаморфозы» Бриттена — на сцене Ленинградской государственной филармонии.
- 1968 — «Орестея» Фалика
- 1969 — «Скифская сюита» на муз. Прокофьева
- 1974 — «Безделушки» Моцарта
- 1975 — «Копелия» Делиба
- 1977 — «Щелкунчик» Чайковского (Тбилисский Государственный Академический театр оперы и балета им. З. Палиашвили)
- 2001 — «Лейли и Меджнун» на муз. Кара Караева